# Контокки (река)
Контокки (карел. Kontokki) — река в России.
Длина — 34 км, площадь водосборного бассейна — 258 км².
Протекает в Республике Карелия по территории Костомукшского городского округа в юго-восточном направлении. В верхнем течении протекает через озеро Контоккиярви у города Костомукши (в городе имеется посёлок Контокки) на высоте 201,8 м над уровнем моря, впадает в Лувозеро на высоте 148,8 м над уровнем моря.
Ширина реки — 10—17 м, глубина — 1,1—1,2 м, скорость течения — 0,3 м/с, на водосборе несколько озёр, встречаются пороги, уклон реки — 1,56 м/км. По данным наблюдений с 1988 по 1988 год среднегодовой расход воды в 26,5 км от устья составляет 0,46 м³/с.

## Данные водного реестра
- Бассейновый округ — Баренцево-Беломорский
- Речной бассейн — бассейны рек Кольского полуострова и Карелии, впадающих в Белое море
- Водохозяйственный участок — Кемь от Юшкозерского гидроузла до Кривопорожского гидроузла